# Boss du Meleuc
Boss du Meleuc, född 28 februari 2011, är en fransk varmblodig travhäst som tränades av sin ägare Yannick Alain Briand och reds i början av dennes karriär av Éric Raffin och senare av Alexandre Abrivard.
Han började tävla 2015 och inledde karriären med en seger. Han sprang under sin karriär in nästan 1,1 miljoner euro på 87 starter varav 24 segrar, 12 andraplatser och 10 tredjeplatser. Karriärens största seger kom i Prix Paul Buquet (2021).
Han segrade även i Prix Auguste François (2018, 2019), Prix Djérid (2019), Prix du Pontavice de Heussey (2019, 2020), Prix Paul Delanoe (2020), Prix Camille Lepecq (2020), Prix Reynolds (2020).
Han har även kommit på andraplats i Prix Sans dire Oui (2016), Prix Gordonia (2018), Prix Camille Lepecq (2019), Prix Théophile Lallouet (2021), Prix Guillaume de Bellaigue (2021), Prix Paul Delanoe (2021) och på tredjeplats i Prix de Rouen (2017), Prix Théophile Lallouet (2019), Prix Reynolds (2019), Prix Paul Buquet (2020), Prix Camille Lepecq (2021), Prix Georges Dreux (2021) och Prix Jules Lemonnier (2021).

## Statistik
| Statistik för Boss du Meleuc (Ref.) | Statistik för Boss du Meleuc (Ref.) | Statistik för Boss du Meleuc (Ref.) | Statistik för Boss du Meleuc (Ref.) | Statistik för Boss du Meleuc (Ref.) | Statistik för Boss du Meleuc (Ref.) |
| ----------------------------------- | ----------------------------------- | ----------------------------------- | ----------------------------------- | ----------------------------------- | ----------------------------------- |
| Starter                             | Placeringar                         | Startprissumma                      | Segerprocent                        | Platsprocent                        | Rekord                              |
| 87                                  | 24-12-10                            | 1 080 900 euro                      | 28 %                                | 53 %                                | 1.10,5ak,                           |

### Större segrar
| År   | Lopp                         | Kusk               | Vinstbelopp | Grupp   |
| ---- | ---------------------------- | ------------------ | ----------- | ------- |
| 2018 | Prix Auguste François        | Alexandre Abrivard | 40 500 EUR  | Grupp 3 |
| 2019 | Prix Djérid                  | Alexandre Abrivard | 40 500 EUR  | Grupp 3 |
| 2019 | Prix du Pontavice de Heussey | Alexandre Abrivard | 40 500 EUR  | Grupp 3 |
| 2019 | Prix Auguste François        | Alexandre Abrivard | 40 500 EUR  | Grupp 3 |
| 2020 | Prix du Pontavice de Heussey | Alexandre Abrivard | 40 500 EUR  | Grupp 3 |
| 2020 | Prix Paul Delanoe            | Alexandre Abrivard | 40 500 EUR  | Grupp 3 |
| 2020 | Prix Camille Lepecq          | Alexandre Abrivard | 45 000 EUR  | Grupp 2 |
| 2020 | Prix Reynolds                | Alexandre Abrivard | 45 000 EUR  | Grupp 2 |
| 2021 | Prix Paul Buquet             | Alexandre Abrivard | 54 000 EUR  | Grupp 2 |